# Berlijns voetbalkampioenschap (VBB)
Het Berlijns voetbalkampioenschap (Duits: Berliner Fußballmeisterschaft) was een regionale voetbalcompetitie uit de Duitse hoofdstad Berlijn. Sinds 1891 werden er door verschillende voetbalbonden kampioenschappen georganiseerd in Berlijn. Dit kampioenschap gaat over de competitie die georganiseerd werd door de Berlijnse voetbalbond (VBB) en geldt als de sterkste van alle Berlijnse competities. Nadat de Berlijnse voetbalbond in 1911 fusioneren met de Markse voetbalbond en de Berlijnse atletiekbond ontstond het nieuwe kampioenschap van de Brandenburgse voetbalbond.
Tot 1902 heette de Berlijnse voetbalbond Verband Deutscher Ballspielvereine, vrij vertaald de Duitse voetbalbond. Het was echter niet representatief om het kampioenschap dat door de bond georganiseerd werd als Duits voetbalkampioenschap te bestempelen omdat er enkel clubs uit Berlijn deelnamen en er ook andere competities in Duitsland georganiseerd werden.

## Erelijst
- 1898 BTuFC Britannia 1892
- 1899 BFC Preußen 1894
- 1900 BFC Preußen 1894
- 1901 BFC Preußen 1894
- 1902 BTuFC Viktoria 1889
- 1903 BTuFC Britannia 1892
- 1904 BTuFC Britannia 1892
- 1905 BTuFC Union 1892
- 1906 BFC Hertha 1892
- 1907 BTuFC Viktoria 1889
- 1908 BTuFC Viktoria 1889
- 1909 BTuFC Viktoria 1889
- 1910 BFC Preußen 1894
- 1911 BTuFC Viktoria 1889

## Seizoenen eerste klasse
| Club                          | /14 | Seizoenen                       |
| ----------------------------- | --- | ------------------------------- |
| Berliner TuFC Britannia 1892  | 14  | 1897-1911                       |
| Berliner FC Preußen 1894      | 14  | 1897-1911                       |
| Berliner TuFC Viktoria 1889   | 13  | 1898-1911                       |
| Berliner TuFC Union 1892      | 12  | 1899-1911                       |
| Berliner FC Hertha 92         | 10  | 1901-1911                       |
| Berliner FC Germania 1888     | 9   | 1899-1904, 1905-1909            |
| Berliner FC Fortuna 1894      | 7   | 1897-1904                       |
| Berliner BC 03                | 6   | 1904-1905, 1906-1911            |
| FV Brandenburg 92             | 5   | 1897-1902                       |
| Berliner SC Minerva 93        | 5   | 1904-1906, 1908-1911            |
| BFC Rapide 93 Wedding         | 4   | 1899-1900, 1903-1905, 1909-1910 |
| Berliner FC Concordia 95      | 4   | 1901-1903, 1908-1910            |
| Berliner FC Favorit von 1896  | 2   | 1898-1900                       |
| Berliner TuFC Helgoland 97    | 2   | 1901-1902, 1906-1907            |
| Berliner FC Stern 89          | 2   | 1901-1902, 1907-1908            |
| Akademischer BC               | 1   | 1897-1898                       |
| Berliner SC Argo              | 1   | 1897-1898                       |
| Berliner TuFC Helvetia 98     | 1   | 1901-1902                       |
| Berliner SC Corso 99          | 1   | 1905-1906                       |
| Berliner TuFC Alemannia 90    | 1   | 1910-1911                       |
| Berliner Tennis Club Borussia | 1   | 1910-1911                       |

1897/98 · 1898/99 · 1899/00 · 1900/01 · 1901/02 · 1902/03 · 1903/04 · 1904/05 · 1905/06 · 1906/07 · 1907/08 · 1908/09 · 1909/10 · 1910/11